# Pulversheim
Pulversheim es una localidad y comuna francesa, situada en el departamento de Alto Rin, en la región de Alsacia. Se encuentra en el área suburbana norte de la aglomeración de Mulhouse.

## Demografía
| 1729 | 1856 | 2130 | 2006 | 2021 | 2266 | 2674 | 2823 | 2900 |
| Para los censos de 1962 a 1999 la población legal corresponde a la población sin duplicidades (Fuente: INSEE [Consultar]) |      |      |      |      |      |      |      |      |